# Vicente Ferreira da Silva
Vicente Ferreira da Silva (ur. 10 stycznia 1916, zm. 19 lipca 1963 w São Paulo w Brazylii) – brazylijski matematyk, logik i filozof.
Opublikował m.in. Méditation sur la mort.